# Jugoslawien-Rundfahrt 1964
Das Etappenrennen Jugoslawien-Rundfahrt 1964 fand vom 26. Juli bis 8. August über 17 Etappen und 2162 Kilometer statt. Gesamtsieger wurde Rudi Valenčič. Es war die 20. Austragung der Jugoslawien-Rundfahrt. Die Rundfahrt war nur für Amateure offen.

## Rennen
Das Rennen gehörte zur höchsten Kategorie der Jahreswertung des Amateurweltverbandes A.I.O.C.C. der Union Cycliste International (UCI). Der Kurs des Etappenrennens führte von Skopje nach Zagreb. Als höchste Schwierigkeit galt die Passage des Vršičpasses im slowenischen Teil des Landes.
Am Start waren Nationalmannschaften aus 16 Ländern: Belgien, Bulgarien, Dänemark, der DDR, England, Frankreich, den Niederlanden, Norwegen, Österreich, Polen, Rumänien, der Sowjetunion, der Tschechoslowakei, Ungarn, der Türkei und Jugoslawien, das mit weiteren Auswahlteams aus Serbien, Slowenien und Kroatien vertreten war. Pro Mannschaft starteten sechs Radrennfahrer.
Der spätere Gesamtsieger Rudi Valenčič legte mit seinem Sieg auf der 3. Etappe bereits den Grundstein für seinen Erfolg, als er das Ziel gemeinsam mit Hristo Iliew mit einem größeren Vorsprung erreichte. Sein 2. Platz im Einzelzeitfahren sicherte ihm dem Gesamtsieg mit einem deutlichen Vorsprung.

## Etappen
Die Rundfahrt führte über insgesamt 17 Etappen mit einem Ruhetag. Es gab ein Mannschaftszeitfahren und ein Einzelzeitfahren.
1. Etappe 110 Kilometer: Sieger Laszlo Pavlic, Serbien
2. Etappe 213 Kilometer: Sieger Jan Tummers, Niederlande
3. Etappe 224 Kilometer: Sieger Rudi Valenčič, Jugoslawien
4. Etappe 71 Kilometer (Mannschaftszeitfahren): Sieger Jugoslawien
5. Etappe 122 Kilometer: Sieger Bernhard Eckstein, DDR
6. Etappe  145 Kilometer: Sieger Guy Grimbert, Frankreich
7. Etappe 84 Kilometer: Sieger Manfred Weißleder, DDR
8. Etappe  59 Kilometer: Sieger Jack Durmin, England
9. Etappe 85 Kilometer: Bernhard Eckstein, DDR
10. Etappe 77 Kilometer: Sieger Laszlo Pavlic, Serbien
11. Etappe 202 Kilometer: Sieger Francis Pamart, Frankreich
12. Etappe 230 Kilometer: Sieger Niels Verner Baunsøe, Dänemark
13. Etappe 214 Kilometer: Sieger Nevenko Valčić, Jugoslawien
14. Etappe 107 Kilometer: Sieger Bernhard Eckstein, DDR
15. Etappe 90 Kilometer: Sieger Wesko Kutujew, Bulgarien
16. Etappe 40 Kilometer (Einzelzeitfahren): Sieger Ole Ritter, Dänemark
17. Etappe 71 Kilometer: Sieger Marcel Sannen, Belgien

## Gesamtwertungen

### Einzel (Gelbes Trikot)
Im Endklassement konnte Rudi Valenčič die Führung, die er nach der 3. Etappe übernommen hatte, bis ins Rundfahrtziel verteidigen. Bernhard Eckstein wurde 9., Karl-Heinz Kazmierzak 23., Manfred Weißleder 37. und Egon Adler 38. der Gesamtwertung.
| Platz | Name             | Mannschaft    | Zeit        |
| ----- | ---------------- | ------------- | ----------- |
| 1.    | Rudi Valenčič    | Jugoslawien A | 54:08:08 h  |
| 2.    | Franc Škerlj     | Jugoslawien A | + 4:43 min  |
| 3.    | Christo Iliew    | Bulgarien     | + 8:33 min  |
| 4.    | Stefan Nejtschew | Bulgarien     | + 15:01 min |
| 5.    | Tone Ukmar       | Jugoslawien B | + 16:22 min |
| 6.    | Cvitko Bilić     | Jugoslawien A | + 5:12 min  |

### Mannschaftswertung
Die Mannschaftswertung konnte Jugoslawien vor Bulgarien und der DDR gewinnen.